# Club Deportivo O'Higgins "B"
Club Deportivo O'Higgins "B" fue un club de fútbol chileno, de la ciudad de Rancagua en la VI Región del Libertador General Bernardo O'Higgins. Fue filial del equipo O'Higgins y participó durante 2003 en la Tercera división chilena.

## Historia
O'Higgins "B" fue un club que debutó en la división en 2003, siendo invitado a la recién creada "Tercera División Zona Centro" (que agrupa a clubes de V Región de Valparaíso y VII Región del Maule), como filial de Club Deportivo O'Higgins (club militante en Primera división). 
El equipo de Tercera División fue concebido con el objeto de conformar una de las principales reservas que tuviera el primer equipo ante cualquier emergencia, mientras que el plantel de honor reforzaba a la filial con sus jugadores sub-23 no citados a los partidos del fin de semana.
El equipo era dirigido por el exjugador del Club Deportivo O'Higgins Héctor Irrazábal y se componía por los jóvenes que no tenían participaciones en el plantel de honor.

## Uniforme
- Uniforme titular: Camiseta celeste, pantalón y medias negras.
- Uniforme alternativo: Camiseta amarilla, pantalón y medias negras.

## Estadio
Estadio El Teniente , Estadio Municipal Patricio Mekis

## Palmarés
No tiene títulos